# 贾拉坎达普拉姆
贾拉坎达普拉姆（Jalakandapuram），是印度泰米尔纳德邦Salem县的一个城镇。总人口14116（2001年）。

## 人口
该地2001年总人口14116人，其中男性7241人，女性6875人；0—6岁人口1506人，其中男740人，女766人；识字率70.33%，其中男性为77.70%，女性为62.57%。